# Саммерфілд (Меріленд)
Саммерфілд (англ. Summerfield) — переписна місцевість (CDP) в США, в окрузі Графство принца Георга штату Меріленд. Населення — 14 758 осіб (2020).

## Географія
Саммерфілд розташований за координатами 38°54′16″ пн. ш. 76°52′6″ зх. д. / 38.90444° пн. ш. 76.86833° зх. д. (38.904538, -76.868297).  За даними Бюро перепису населення США в 2010 році переписна місцевість мала площу 9,43 км², з яких 9,40 км² — суходіл та 0,03 км² — водойми.

## Демографія
Згідно з переписом 2010 року, у переписній місцевості мешкало 10 898 осіб у 4249 домогосподарствах у складі 2733 родин. Густота населення становила 1156 осіб/км².  Було 5725 помешкань (607/км²).
Расовий склад населення:
| - 91,7 % — чорних або афроамериканців - 2,2 % — білих - 1,3 % — азіатів - 0,3 % — корінних американців - 2,3 % — осіб інших рас |

До двох чи більше рас належало 2,2 %. Частка іспаномовних становила 4,5 % від усіх жителів.
За віковим діапазоном населення розподілялося таким чином: 25,0 % — особи молодші 18 років, 65,4 % — особи у віці 18—64 років, 9,6 % — особи у віці 65 років та старші. Медіана віку мешканця становила 34,1 року. На 100 осіб жіночої статі у переписній місцевості припадало 80,3 чоловіків;  на 100 жінок у віці від 18 років та старших — 73,6 чоловіків також старших 18 років.
Середній дохід на одне домашнє господарство  становив 82 200 доларів США (медіана — 71 173), а середній дохід на одну сім'ю — 95 897 доларів (медіана — 88 018). Медіана доходів становила 52 339 доларів для чоловіків та 56 030 доларів для жінок. За межею бідності перебувало 7,3 % осіб, у тому числі 9,0 % дітей у віці до 18 років та 10,2 % осіб у віці 65 років та старших.
Цивільне працевлаштоване населення становило 6685 осіб. Основні галузі зайнятості: публічна адміністрація — 23,3 %, освіта, охорона здоров'я та соціальна допомога — 23,0 %, науковці, спеціалісти, менеджери — 12,3 %, роздрібна торгівля — 8,5 %.